# Fluxbuntu
Fluxbuntu var en uofficiel version af styresystemet Ubuntu, som benyttede Fluxbox som standard window manager i stedet for skrivebordsmiljøet GNOME. Udviklingen standsede i 2009.
Fluxbuntu var primært lavet til gamle computere idet dets standard Window Manager fyldte langt mindre og krævede langt mindre af computeren end GNOME og KDE. I dag har Lubuntu overtaget rollen som det letteste styresystem i Ubuntu-familien.